# The Great Battles of Alexander
The Great Battles of Alexander est un jeu vidéo de type wargame développé par Erudite Software et publié par  Interactive Magic en 1997 sur PC. Il constitue une adaptation du jeu de plateau Les Grandes batailles d’Alexandre créé par Richard Berg et Mark Herman et publié par GMT. Il permet au joueur d’incarner Alexandre le Grand au cours d’une campagne, constituées d’une série de batailles, ou de jouer une des dix batailles proposées, avec l’un des deux camps impliqués. Les mécanismes du jeu sont directement retranscrits du jeu original. Le champ de bataille est représenté en 3D isométrique, avec trois niveaux de zoom. Sur la carte sont représentés différents types de terrains, incluant des rochers, des forêts, des rivières et des bâtiments militaires. 
Il bénéficie de deux suites, The Great Battles of Hannibal, publiée en 1997, et The Great Battles of Caesar, publiée en 1998.

## Trame
The Great Battles of Alexander se déroule dans l’Antiquité, au IVe siècle av. J.-C., et retrace les grandes batailles de l’armée macédonienne menée par Alexandre le Grand, dont notamment la bataille du Granique, la bataille de Chéronée, la bataille d'Issos, la bataille de Gaugamèles et la bataille de l'Hydaspe.

## Système de jeu
The Great Battles of Alexander est un wargame qui simule les grandes batailles de l’armée macédonienne menée par Alexandre le Grand. Il permet au joueur d’incarner Alexandre le Grand au cours d’une campagne, constituées d’une série de dix batailles, jouées dans l’ordre chronologique, ou de jouer indépendamment ces mêmes batailles, avec l’un des deux camps impliqués..
Lors d’un affrontement, le joueur observe le champ de bataille en vue isométriques, avec un des trois niveaux de zoom proposés. Outre cette vue, qui occupe la majeure partie de l’écran, le joueur dispose d’une barre d’information en bas de l’écran et de différentes fenêtre qui informent le joueur des évènements en cours, comme les résultats des combats, ou lui offre des informations supplémentaires, comme la vue globale du champ de bataille. Sur la vue principale, le joueur gère ses unités à la souris ou grâce à des menus déroulant. Les mécanismes du jeu sont directement retranscrits du jeu de plateau original, dont l’originalité réside dans les règles de commandement et d’activation des unités. Le joueur dispose en effet de chefs, ses subordonnés sur le champ de bataille, qui peuvent activer les unités aux alentours en fonction de son score d’initiative.

## Développement

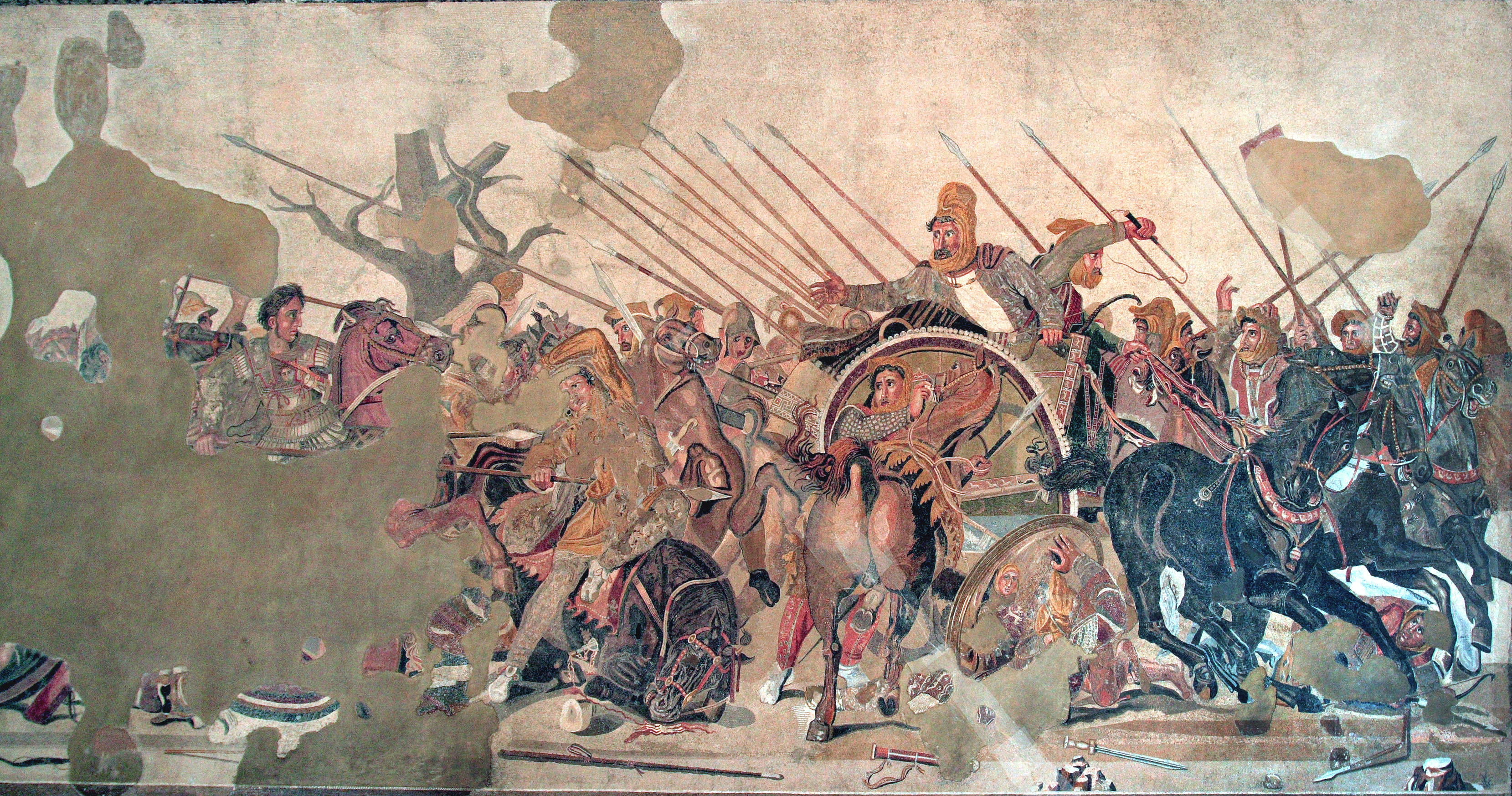
Issus - Alexander

Développé par Erudite Software, The Great Battles of Alexander est une adaptation du jeu de plateau The Great Battles of Alexander créé par Richard Berg et Mark Herman, dont il reprend fidèlement les règles et les mécanismes de jeu. Celui-ci est publié pour la première fois par GMT en 1991 dans une version incluant quatre scénarios : la bataille de Chéronée, la bataille du Granique, la bataille d'Issos et la bataille de Gaugamèles. Il est ensuite publié en version Deluxe en 1995, avec six nouvelles batailles, et il bénéficie d’un module d’extension, publié en 1996, qui couvre quatre batailles menées par les successeurs d’Alexandre le Grand. Il est publié en version française en 1997 par la société Oriflam, cette édition comprenant les quatorze scénarios déjà publié en anglais. Il constitue également le premier volet d’une série de jeu de plateau baptisée The Great Battles of History qui, outre celui consacré à Alexandre le Grand, contient quatre jeu consacré respectivement aux guerres de la République romaine, aux campagnes de Jules César, à la guerre de Trente ans et au Japon médiéval,.
The Great Battles of Alexander est publié par Interactive Magic en 1997 sur PC.

## Accueil
| Great Battles of Alexander |      |       |
| Média                      | Pays | Notes |
| Computer Gaming World      | US   | 4.5/5 |
| Cyber Stratège             | FR   | 4.5/5 |
| GameSpot                   | US   | 62 %  |
| Joystick                   | FR   | 79 %  |
| Strategy Plus              | GB   | 4.5/5 |
| PC Gamer UK                | GB   | 58 %  |
| PC Gamer US                | US   | 86 %  |